# Manoir de Viti
Le manoir de Viti (estonien : Viti mõis), anciennement manoir de Wittenpöwel (allemand : Gutshaus Wittenpöwel) est un ancien manoir seigneurial du nord de l’Estonie situé dans la commune d’Harku à Viti (région d’Harju).

## Historique
Le domaine a été fondé dans la paroisse de Kegel en 1630 sous le nom de Wittenpöwel d’après le nom du premier propriétaire allemand Hermann Witt. Après la grande guerre du Nord, le domaine passe à Hermann von Renteln, puis en 1710 à Christian Buchau et en 1785 à Johann Christian von Wistinghausen. Wittenpöwel appartient de 1858 aux nationalisations de 1919 à la puissante famille von Stackelberg qui possédait le domaine voisin de Faehna auquel mène une longue allée.
Le petit château actuel date de la fin du XVIIIe siècle avec un petit vestibule en avant-corps surmonté d’une terrasse polygonale sur laquelle donne un fronton triangulaire en milieu de façade avec un grand œil de bœuf au milieu. Le manoir est entouré de divers bâtiments agricoles dont un ancien moulin à eau.

## Source
- (ru) Cet article est partiellement ou en totalité issu de l’article de Wikipédia en russe intitulé « Мыза Вити » (voir la liste des auteurs).